# ドン・ワカマツ
ウィルバー・ドナルド・ワカマツ（Wilbur Donald "Don" Wakamatsu, 1963年2月22日 - ）は、アメリカ合衆国・オレゴン州フッドリバー郡フッドリバー出身の元プロ野球選手（捕手）。野球指導者。右投右打。
2009年から2010年途中までシアトル・マリナーズ監督を務めた。2018年シーズンよりMLBのテキサス・レンジャーズでベンチコーチとなり、9月21日からは監督代行を務めた。2019年シーズンから再びベンチコーチに配属となった。
日系アメリカ人およびアジア系アメリカ人初のMLB監督である。

## 経歴

### プロ入り前
父親が日系3世のアメリカ人で母親がアイルランド系アメリカ人。
カリフォルニア州のヘイワード高等学校時代はアメリカンフットボールと野球をプレイしていたが、アメリカンフットボール選手としては体格が小さかったため野球の道を選んだ。その後進学したアリゾナ州立大学ではバリー・ボンズらとともにプレーし、捕手としてオール・パック・テンに3年間選出される。
1984年のMLBドラフト51巡目（全体839位）でニューヨーク・ヤンキースから指名されるが、この時は契約しなかった。

### 現役時代

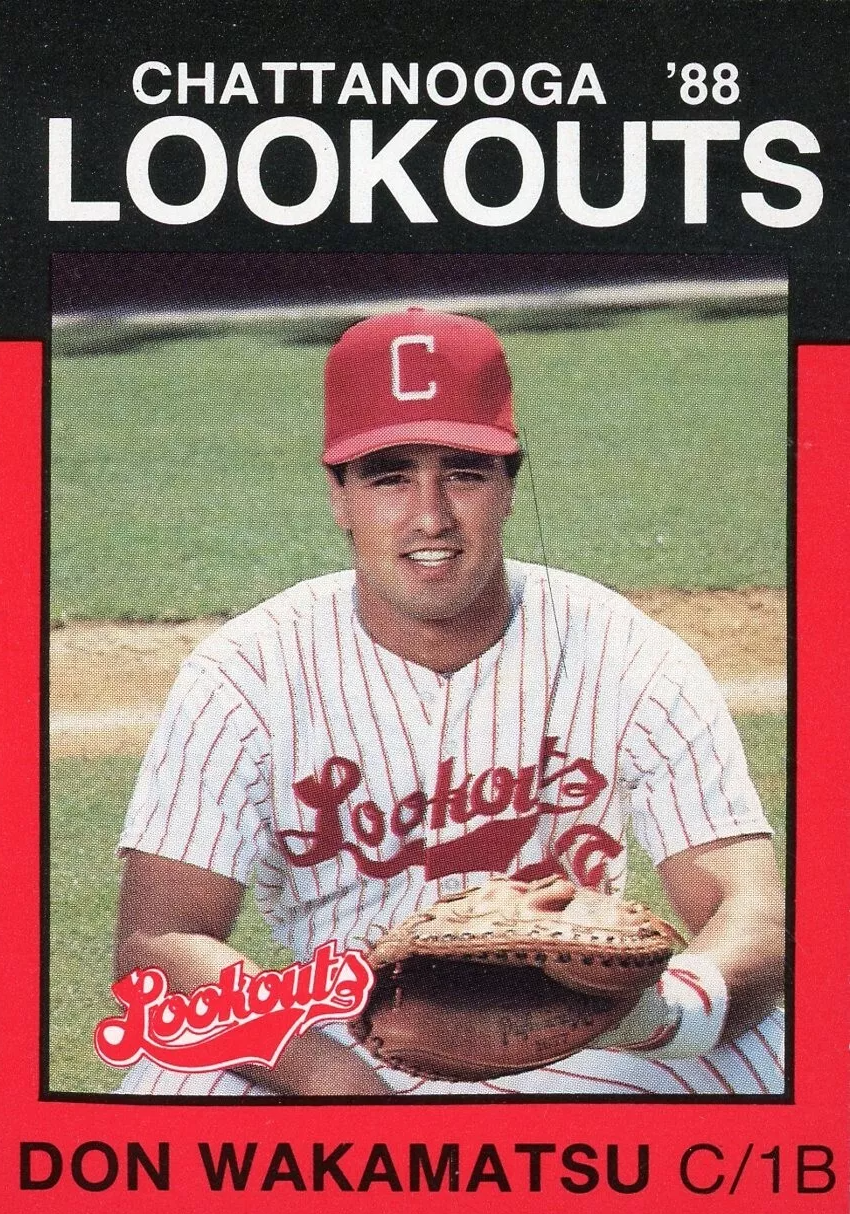
AA級チャタヌーガ時代
(1988年)

1985年のMLBドラフト11巡目（全体266位）でシンシナティ・レッズから指名され、プロ入り。現役時代はマイナー生活が長かった。
1991年には、シカゴ・ホワイトソックスで控え捕手として18試合プレー。先発出場した9試合はすべてナックルボーラーのチャーリー・ハフが相手だった。
1995年からは、マイナーでコーチ兼任となった。
1996年に現役引退した。

### マイナーでのコーチ・監督時代
1997年にルーキー級ピオリア・チーフス監督に就任した。
1998年にA+級（カリフォルニアリーグ）ハイデザート・マーベリックスの監督を務め、マネージャー・オブ・ザ・イヤーに選出される。
1999年にはAA級（テキサスリーグ）エルパソ・ディアブロスの監督を務めた。
2000年にAA級（イースタンリーグ）エリー・シーウルブズの監督を務めた。マイナーリーグ監督時代の成績は215勝248敗。
2001年にアナハイム・エンゼルスマイナー巡回捕手コーチに就任。

### レンジャーズ（第1期）・アスレチックスでのコーチ時代

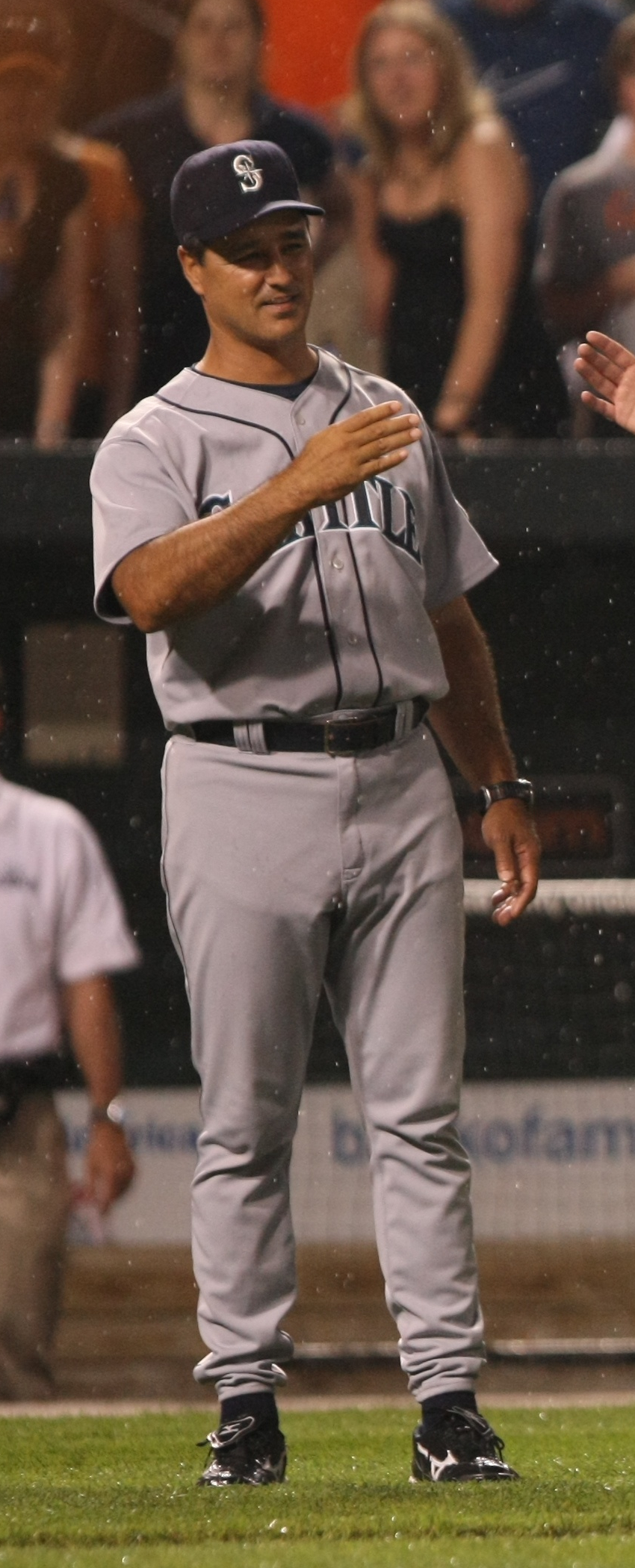
2009年のシアトル・マリナーズの監督時代

2003年にテキサス・レンジャーズのベンチコーチに就任。
2006年にバック・ショーウォルターが脱水による不整脈で入院した際に2試合監督代行をした。
2007年にロン・ワシントン監督の下で、レンジャーズ三塁ベースコーチに就任。
2008年にオークランド・アスレチックスのベンチコーチに就任。

### マリナーズ監督時代
2008年11月19日にシアトル・マリナーズ監督に就任した。
2010年シーズン7月の段階で42勝70敗と低迷し、シーズン途中の8月9日に解任された。

### ブルージェイズでのコーチ時代
2011年にトロント・ブルージェイズベンチコーチに就任。

### ヤンキースでのスカウト時代
2013年はヤンキースのダラス・フォートワース地区担当のスカウトを務める。

### ロイヤルズでのコーチ時代
2013年10月25日に2014年シーズンよりカンザスシティ・ロイヤルズでベンチコーチを務める事が発表された。
2014年オフには、タンパベイ・レイズの新監督候補として、クリーブランド・インディアンスのブルペンコーチのケビン・キャッシュ、ラウル・イバニェスと共に名前が挙がった。12月4日には、イバニェスが監督申し入れを断った為、キャッシュかのどちらが監督に就任する事が決定的となった。結果的に、6日にキャッシュが新監督に就任した事が発表された為、実現しなかった。

### レンジャーズ（第2期）でのコーチ時代
2018年シーズンからはレンジャーズのベンチコーチを務める。
2018年9月21日、同日に監督のジェフ・バニスターが解任されたため、シーズン終了まで代行として指揮を執ると発表された。シーズン終了後、ベンチコーチに配属された。
2021年10月6日、シーズン102敗を喫した成績不振の責任を問われ、打撃コーチのルイス・オルティスとともにコーチを解任された。

## 人物
先述の通り日系アメリカ人4世であり、父親は第二次世界大戦中に米国内の日系アメリカ人を収容していたトゥーリーレイク戦争移住センターの生まれである。
ドンの二人の息子もいずれも野球選手となり、長男のジェイクは2011年のMLBドラフト48巡目（全体1459位）でトロント・ブルージェイズから指名されたがこれを拒否した後、アマチュアFAでカンザスシティ・ロイヤルズに入団し、傘下マイナーで2016年から2年間プレーした。次男のルークは2015年のMLBドラフト20巡目（全体604位）でクリーブランド・インディアンスから指名され、傘下マイナーで2016年から4年間プレーした後、父ドンの推薦を経て2021年より日本プロ野球の中日ドラゴンズで育成選手としてプレーすることとなった。

## 詳細情報

### 年度別打撃成績
| 年 度    | 球 団    | 試 合 | 打 席 | 打 数 | 得 点 | 安 打 | 二 塁 打 | 三 塁 打 | 本 塁 打 | 塁 打 | 打 点 | 盗 塁 | 盗 塁 死 | 犠 打 | 犠 飛 | 四 球 | 敬 遠 | 死 球 | 三 振 | 併 殺 打 | 打 率 | 出 塁 率 | 長 打 率 | O P S |
| -------- | -------- | ----- | ----- | ----- | ----- | ----- | -------- | -------- | -------- | ----- | ----- | ----- | -------- | ----- | ----- | ----- | ----- | ----- | ----- | -------- | ----- | -------- | -------- | ----- |
| 1991     | CWS      | 18    | 32    | 31    | 2     | 7     | 0        | 0        | 0        | 7     | 0     | 0     | 0        | 0     | 0     | 1     | 0     | 0     | 6     | 0        | .226  | .250     | .226     | .476  |
| MLB：1年 | MLB：1年 | 18    | 32    | 31    | 2     | 7     | 0        | 0        | 0        | 7     | 0     | 0     | 0        | 0     | 0     | 1     | 0     | 0     | 6     | 0        | .226  | .250     | .226     | .476  |

### 年度別守備成績
| 年 度 | 球 団 | 捕手（C） | 捕手（C） | 捕手（C） | 捕手（C） | 捕手（C） | 捕手（C） | 捕手（C） | 捕手（C） | 捕手（C） | 捕手（C） | 捕手（C） |
| 年 度 | 球 団 | 試 合     | 刺 殺     | 補 殺     | 失 策     | 併 殺     | 守 備 率  | 捕 逸     | 企 図 数  | 許 盗 塁  | 盗 塁 刺  | 阻 止 率  |
| ----- | ----- | --------- | --------- | --------- | --------- | --------- | --------- | --------- | --------- | --------- | --------- | --------- |
| 1991  | CWS   | 18        | 47        | 2         | 0         | 2         | 1.000     | 4         | 4         | 2         | 2         | .500      |
| MLB   | MLB   | 18        | 47        | 2         | 0         | 2         | 1.000     | 4         | 4         | 2         | 2         | .500      |

### 年度別監督成績
| 年度     | 球団     | 地区     | 年齢     | 試合 | 勝利 | 敗戦 | 勝率 | 順位/チーム数 | 備考     | ポストシーズン 勝敗 |
| -------- | -------- | -------- | -------- | ---- | ---- | ---- | ---- | ------------- | -------- | ------------------- |
| 2009     | SEA      | AL 西    | 46歳     | 162  | 85   | 77   | .525 | 3 / 4         |          |                     |
| 2010     | SEA      | AL 西    | 47歳     | 112  | 42   | 70   | .375 | 4 / 4         | 途中解任 |                     |
| 2018     | TEX      | AL 西    | 55歳     | 10   | 3    | 7    | .300 | 5 / 5         | 代行監督 |                     |
| MLB：3年 | MLB：3年 | MLB：3年 | MLB：3年 | 284  | 130  | 154  | .458 |               |          |                     |

### 背番号
- 47（1991年）
- 18（2003年 - 2007年）
- 16（2008年）
- 22（2009年 - 2012年、2014年 - 2017年）
- 23（2018年 - ）